# Châtel-sur-Montsalvens
Châtel-sur-Montsalvens (frp. Tsathi-chu-Monthêrvin, hist. Kastels ob Montsalvens) – gmina (fr. commune; niem. Gemeinde) w Szwajcarii, w kantonie Fryburg, w okręgu Gruyère. Leży nad jeziorem Lac de Montsalvens.

## Demografia
W Châtel-sur-Montsalvens  mieszka 317 osób. W 2020 roku 23% populacji gminy stanowiły osoby urodzone poza Szwajcarią.

## Transport
Przez teren gminy przebiega droga główna nr 189.